# نوپاواند لرتچیواکرن
 نوپاواند لرتچیواکرن (تایلندی: นพวรรณ เลิศชีวกานต์؛ زادهٔ ۱۸ نوامبر ۱۹۹۱) یک تنیس‌باز اهل تایلند است. 